# Adler (Schiff, 1857)
Die Adler war ein 1857 gebautes Passagierschiff. Sie war das erste Seeschiff des Norddeutschen Lloyd.

## Dienstzeit
Die Adler war eines von insgesamt sechs Passagierschiffen, die der Norddeutsche Lloyd zwischen 1857 und 1858 in Dienst stellte. im Oktober 1857 machte sie ihre Jungfernfahrt von Nordenham nach London. 1866 wurde die Adler um 7,9 Meter verlängert, um den Passagieren mehr Platz zu bieten und die Ladekapazität zu erhöhen. 1872 wurde ihre Maschinenanlage modernisiert.
1881 verkaufte der Norddeutsche Lloyd das mittlerweile veraltete Schiff – zusammen mit der Möwe, der Schwalbe und der Schwan – an die Det Forenede D/S in Kopenhagen, die es unter dem Namen Romny weiterhin als Passagierschiff und Frachter einsetzte. Nach einem weiteren Besitzerwechsel im Jahre 1900 wurde die ehemalige Adler im Februar 1909 außer Dienst gestellt und in Boulogne-sur-Mer verschrottet.